# 東方村
東方村（ひがしかたむら）は、かつて岐阜県恵那郡にあった村である。
現在の恵那市明智町東方に該当する。
明智川（矢作川支流）の支流の高波川沿いの村であった。

## 大字・字
- 大字:無し
- 字:上馬木、下馬木、馬木洞、馬木坂、東洞、西ケ洞、井戸川、前田、一色、一色洞、もろや、白山、大丸山、黍平、上平、大屋敷、森下、岩崎、入山、根羽子、下田、下畑、松久保、やごと、荒井、上の段、源内、左源内、右源内、矢田海戸、薮下、松原、道下、道上、宇塚、宮の前、向田、井戸畑、田中、七つ田、井の口、大場戸、番丈、岩崎、堂ケ洞、宇藤、西田、苅山、そら、二本木、下山、羽口、大下、瀧の元、堂の前、上向、内海戸、竹の下、竹の口、石畑、淵ケ平、小屋洞、かやの、中島、坂の下、山の神上、小竹、山口、そと田、上の入

## 歴史
- 平安時代末期から戦国時代末期まで、美濃国恵那郡遠山荘の一部。岩村城を本拠地とする地頭遠山氏の分家である明知遠山氏の領地であった。
- 江戸時代、この地域は澤中村のみ岩村藩領で、その他は旗本の明知遠山氏の領地であった。
- 1874年（明治7年） - 馬坂村、馬木村、高波村、峯山村、澤中村、小杉村、落倉村が合併し、東方村となる。
- 1889年（明治22年）7月1日 - 町村制により、東方村発足。
- 1897年（明治30年）4月1日 - 明知町、野志村、杉野村と合併し、明知町発足。同日東方村は廃止。
- 1905年（明治38年）7月1日 - 明知町の一部（旧・野志村、杉野村、東方村）が明知町より分立し、静波村が発足する。

## 教育
- 東方尋常小学校（後の明智町立東方小学校。1964年閉校）